# Semaine du cinéma grec 1963
La Semaine du cinéma grec de 1963 fut la 4e édition du Festival international du film de Thessalonique. Elle se tint du 16 au 22 septembre 1963.

## Jury
Président du jury : Elias Venezis

## Films sélectionnés
- Frère Anna (Grigóris Grigoríou)
- Les Petites Aphrodites  (Níkos Koúndouros)
- Un Audacieux (Manolis Skouloudis)
- La Boîte à surprises (Dinos Katsouridis)
- Le Salaud (Kostas Andritsos)

- Documentaires / courts métrages :
  - Anamoni (Kostas Sfikas)
  - Anousia (Giorgos Zervoulakos)
  - Extase (Stelios Palidis)
  - La Plus Grande Force (Robert Manthoulis et Iraklis Papadakis)
  - Nei Kairi (Takis Meremitis)
  - La Fille et le transistor (Nikos Tsikas)
  - To proto Vima (Fotis Mesthénaios (el))

## Palmarès
- Meilleur film : Les Petites Aphrodites
- Meilleur réalisateur : Níkos Koúndouros (Les Petites Aphrodites)
- Meilleur scénario : non remis
- Meilleure photographie : Dimos Sakellariou (Un Audacieux)
- Meilleure musique : Yannis Markopoulos (en) (Les Petites Aphrodites)
- Meilleure actrice : Ilya Livykou (en) (Un Audacieux)
- Meilleur acteur : Petros Fyssoun (en) (Frère Anna)
- Meilleur court métrage : La Plus Grande Force (Robert Manthoulis et Iraklis Papadakis)
- Prix spécial : pour l'acteur Vangelis Ioannidis (Les Petites Aphrodites)
- Prix spécial : pour l'acteur Alkis Giannakas (el) (Un Audacieux)

- Prix spéciaux internationaux :
  - Le Fanfaron de Dino Risi
  - Deux mi-temps en enfer de Zoltán Fábri

- Prix de la critique :
  - Les Petites Aphrodites : meilleur réalisateur (Níkos Koúndouros), meilleur scénario (Níkos Koúndouros)
  - Un Audacieux : meilleure actrice (Ilya Livykou (en)), meilleure photographie  (Dimos Sakellariou)
  - Frère Anna : meilleur acteur (Petros Fyssoun (en))
  - To proto Vima (Fotis Mesthénaios (el)) : meilleur court-métrage